# Ptinomorphus magnificus
Ptinomorphus magnificus is een keversoort uit de familie klopkevers (Anobiidae). De wetenschappelijke naam van de soort is voor het eerst geldig gepubliceerd in 1880 door Reitter in Leder.